# ホソカワミクロン
ホソカワミクロン株式会社（英称：Hosokawa Micron Corporation）は、日本の大阪府枚方市に本社を置き、16か国に拠点を持つ粉体機器メーカーの世界最大手である。化粧品会社の子会社であるホソカワミクロン化粧品を傘下に持つ。東京証券取引所のプライム市場に上場（証券コード：6277）。
粉体関連事業、プラスチック薄膜関連事業の2事業をメインに、マテリアル事業や材料の加工を請け負う受託加工事業も有している。
略称はホソカワ（Hosokawa）、HMC。コーポレート・ビジョンは、「粉体技術の開発を通して社会に貢献する（Powder Technology contributes to the Society）」。

## 概要
粉体関連機器の製造システム（ラインナップ）およびエンジニアリングにおいて、世界シェア首位（約3割）を誇る。
100年以上に渡り培ってきた技術力を武器に、粉体処理業界のリーディングカンパニーとしての地位を確立し、顧客納入実績は25,000社を超える。
1960年代から1980年代にかけてM&Aを積極的に進め、自社よりも企業規模が上回る海外メーカー5社を買収することにより、グローバル・ニッチ・トップ企業へと成長した。海外売上比率は75％を超え、日欧米および新興国を含む世界16か国、25社、35拠点のグループ本社を直轄に展開している。
近年はナノテクノロジーを駆使し、化粧品事業（ホソカワミクロン化粧品）や育毛剤などの医薬品の開発に加え、EV電池や二次電池材料の粉砕・混合などIT関連にも乗り出している。
また企業では日清エンジニアリングとシオノギファーマと関係を強めている。

## 沿革
- 1916年（大正5年）- 創業者・細川永一が島津製作所より独立し、大阪市西区にて「細川鉄工所」（大阪タービン水車製造所）を創業する
- 1930年（昭和5年）- 同社初の微粉砕機「ミクロンミル」を開発し、特許を取得
- 1949年（昭和24年）- 株式会社細川鉄工所に改組
- 1951年（昭和26年）- 微粉砕機「スーパーミクロンミル」を開発
- 1955年（昭和30年）- 分級機「ミクロンセパレータ」を発明
- 1957年（昭和32年）- 粉体工学専門誌「粉砕」を創刊
- 1958年（昭和33年）- 同社の研究機関、細川粉体工学研究所（後のホソカワ粉体技術研究所）を創設
- 1960年（昭和35年）- ロンドンに初の海外拠点、ホソカワミクロンインターナショナルLtd.（イギリス）設立
- 1962年（昭和37年）- パルべライジング・マシナリー社（アメリカ）とクロスライセンス契約を締結し、乾式ろ過集塵機装置「マイクロパルスエアー」等を導入
- 1963年（昭和38年）- ナウタミックス社（オランダ）とクロスラインセンス契約を締結し、混合機「ナウタミキサ」を導入
- 1966年（昭和41年）- 完全週休二日制導入
- 1969年（昭和44年）- 総合粉体評価装置「パウダテスタ」を発明
- 1980年（昭和55年）- ホソカワミクロン株式会社に商号変更
- 1982年（昭和57年）- ナウタミックス社（オランダ／混合機専門メーカー）を買収
- 1983年（昭和58年）- 英文粉体工学専門学術誌「KONA」を創刊
- 1985年（昭和60年）- USフィルターシステムズ社（アメリカ／アメリカ最大の粉体処理装置メーカー）を買収
- 1986年（昭和61年）- 大阪枚方事業所内に技術開発センターを新設
- 1986年（昭和61年）- ホソカワミクロンインターナショナルInc.（アメリカ／海外統括会社）を設立
- 1987年（昭和62年）- 微粒子複合新素材創造技術「メカノフュージョン」を発明
- 1987年（昭和62年）- アルピネ社（ドイツ／欧州最大の総合粉体機器メーカー）を買収。超微粉機「カウンタージェットミル」を導入
- 1989年（平成元年）- 大阪証券取引所 第二部 上場
- 1991年（平成3年）- 東京証券取引所 第二部 上場
- 1991年（平成3年）- （財）ホソカワ粉体工学振興財団を設立
- 1992年（平成4年）- ビーペックス社グループ（アメリカ／造粒装置・製菓装置メーカー）を買収
- 1992年（平成4年）- 東京証券取引所、大阪証券取引所 第一部上場
- 1992年（平成4年）- 奈良工場完成
- 1993年（平成5年）- 茨城県つくば市に粉体技術センターを新設
- 1995年（平成7年）- ホソカワミクロンマレーシアSdn Bhd.（マレーシア）設立
- 1996年（平成8年）- ホソカワミクロン韓国Ltd.（韓国）設立
- 1998年（平成10年）- ISO9001を取得
- 2000年（平成12年）- グループ全社を統括する世界本部機構を日本（大阪本社）に設備
- 2002年（平成14年）- 研究部門のホソカワ粉体技術研究所を分社化
- 2004年（平成16年）- PLGAナノ粒子を用いた材料ビジネスを開始
- 2005年（平成17年）- ホソカワミクロン上海有限公司（中国）設立
- 2006年（平成18年）- PLGAナノ粒子を用いた育毛剤「ナノインパクト」を販売開始
- 2006年（平成18年）- 五條工場新設（機能性ナノ・コンポジット製品　製造工場）
- 2007年（平成19年）- ホソカワミクロンインドPvt.Ltd.（インド）設立
- 2007年（平成19年）- 大阪枚方事業所内に新本社ビルを建設
- 2008年（平成20年）- ホソカワミアルピネ（ドイツ）の生産設備を増強
- 2009年（平成21年）- 株式会社ホソカワ粉体技術研究所を吸収合併
- 2009年（平成21年）- アルピネ社（ドイツ）の新工場を建設
- 2010年（平成22年）- ホソカワビーペックス社（ドイツ）のテストセンターを新設
- 2011年（平成23年）- 高冷却型機会式微粉砕機「グラシス」を発明
- 2012年（平成24年）- ホソカワミクロンサンクトペテルブルク（ロシア）設立
- 2012年（平成24年）- アンマン（ヨルダン）に駐在員事務所開設
- 2013年（平成25年）- 高温気流乾燥機「ドライマイスターHシリーズ」を開発
- 2013年（平成25年）- 関東地区に新東京事業所（千葉県柏市）を建設し、関東の事業所を統合
- 2014年（平成26年） - 化粧品・育毛剤事業に進出。ホソカワミクロン化粧品[注釈 1]の前身となる化粧品・育毛剤販売会社を買収、100%子会社となる（同時にホソカワミクロン化粧品に社名を変更）。
- 2015年（平成25年）- アントン コルブ社（ドイツ／フィルム引き取り・巻き取り装置メーカー）を買収
- 2015年（平成25年）- 製菓関連事業を売却
- 2016年（平成26年）- 創業100周年
- 2019年（令和元年）- 欧州グループ会社を通じてブラジルにダイナミックエアーLtda. Brazilとの合同出資により、受託加工 SAPS Ltda.を設立
- 2019年（令和元年）- タイ販売子会社 現地法人 Hosokawa Micron（Thailand）Co., Ltd.を設立
- 2020年（令和2年）- ホソカワアルピネ社を通してソリッド ソリューションズ グループ（空気輸送や供給排出などマテリアルハンドリング技術のシステム・エンジニアリング、および関連製品の製造、販売を提供。ドイツ2社、スペイン2社）を買収
- 2020年（令和2年）- ホソカワアルピネ社 ポーランド現地法人 Hosokawa Alpine Poland Sp. z o.o.を設立
- 2020年（令和2年）- ホソカワ受託加工株式会社を設立
- 2021年（令和3年）- 新・大阪工場　竣工
- 2021年（令和3年）- ホソカワソリッド社 現地法人 Hosokawa Micron Solids Mexico S.A de C.Vを設立
- 2021年（令和3年）- ホソカワソリッド社 チリ現地法人 Hosokawa Solids Chile SpAを設立
- 2022年（令和4年）- 東京証券取引所 プライム市場へ移行
- 2022年（令和4年）- ホソカワアルピネ社 スイス現地法人 Hosokawa Alpine Swizerland GmbHを設立
- 2023年（令和5年）- ホソカワ カスタム プロセッシング サービス LLC アメリカ現地法人 Hosokawa Custom Processing Services LLCを設立
- 2023年（令和5年）- ホソカワミクロン インド テクノロジーズ インド現地法人 Hosokawa Micron India Technologies Pvt.Ltd.を設立

## 主な製品

### 粉砕
- ロートプレックス Ro
- コンパクトライン CL
- ハンマミル H, ハンマブレーカ HB
- ディスインテグレータ RD,RH,RA/RP,RI
- ラバーチョッパ PB

### 微粉砕
- フェザミル FM
- マイクロパルベライザ AP
- ACM パルベライザ ACM
- ACM パルベライザ E-ACM
- ビクトリミル VP
- コントラプレックス CW
- ファインインパクトミル UPZ
- リンレックスミル LX
- グラシス GC

- スーパーミクロンミル MEC,M
- イノマイザ INM
- カウンタジェットミル AFG,AFG-R,TFG,TTG
- スパイラルジェットミル AS
- ミクロンジェットT型 MJT
- ミクロンジェットQ型 MJQ
- プルビス PV
- ディスパミル D
- ハイドロミル AHM

### 分級
- ミクロンセパレータ MS
- ターボプレックス ATP
- ツインターボプレックス TTC
- TSP セパレータ TSP
- TTSP セパレータ TTSP

### 混合
- ナウタミキサシリーズ VN,DBX,NX,D2SX,CX,DBY
- サイクロミックス CLX
- バイトミックス VX
- タービュライザ TX,TCX
- CT ミキサ CT

### 粒子設計
- メカノフュージョンシステム AMS
- ノビルタ NOB
- ファカルティ F
- ナノクリエータ FCM

### 乾燥
- ドライマイスタ DMR-H
- ゼルビス XB
- ソリッドエアー SJ
- トーラスディスク TD
- ミクロンサーモプロセッサ MTD
- ナウタミキサ真空・耐圧型 DBX-RWV,NXV

### 造粒
- ブリケットマシン、コンパクタ CS,MS
- ファーマパクタ+フレーククラッシャ L
- ギャーペレタイザ GCS,GMS
- アグロマスタ AGM-PJ
- アグロマスタ AGM-SD
- フレキソミックス FX,FXD
- エクストルード・オーミックス EM

### 供給排出
- ファイントロン FT-N
- アクチトロン ACT
- デンスパック DEN
- ストット充填計量装置STS

### ラボ・測定
- ピコライン
- パウダテスタ PT-X
- ペネトアナライザ PNT-N
- エアジェットシーブ e200LS
- ヴィブレット VBL
- イースパートアナライザ EST-G
- オプティサイザ XO

### 集塵
- パルスジェットコレクタ標準型 SP,SP-K,TNP,QPA,TKP,TKPD,TQPJ
- パルスジェットコレクタ耐圧型 CP,TCP,HP
- スーパークリーンパルスジェットコレクタ SCP
- バグイン・バグアウトパルスジェットコレクタ BBP
- シンタパルスジェットコレクタ PSLC

### クリーンルーム
- セーフティブース HSB
- ラミナーブース
- アイソレータ ISL
- エアシャワー HAS,SHAS
- クリーンブース

## コーポレートビジョン
ホソカワミクロングループは、「粉体技術連峰」の形成により、常にグローバル・リーディングカンパニーであり続ける。
プロセス機器、システムエンジニアリング、および新素材の開発、製造、実用化等により、次世代先端産業を創出し、「粉体技術連峰」の新たな展開を実現する。
The Hosokawa Micron Group will always be the leading global company covering the mountain range of Powder Technologies.
The Group will achieve peaks of excellence in the development and commercialization of advanced materials, process equipment and systems engineering.

### ミッションステートメント
ホソカワミクロングループは、経済的かつ優れた技術をもって顧客の多様なニーズに的確に対応してその満足を得るとともに、社会に貢献し、倫理的指針に基づく活動を通じ、自然環境の保護に努め、次世代のための環境保全に取り組む。
また、従業員の積極的なチャレンジを可能にする充実した職場作りを推進し、株主への適切な利益還元を行うことを使命とする。
The purpose of the Hosokawa Micron Group is to provide economical technical solutions to solve customer business problems for customer satisfaction and to contribute to society. The Group is committed to preserving the environment for future generations by acting in an ethical manner and adhering to sound ecological practices. The Group provides a challenging and satisfying work environment for all employees in order to ensure a reasonable return to the shareholders.

### 経営理念
粉体技術の開発を通して社会に貢献する
Powder Technology contributes to the Society

### 社是
- 和と誠意と積極性
- 創造の精神
- 来たらざるを頼むなかれ　我に備えあるを頼む

### 経営の基本方針
- 技術開発
- 国際化
- 人材集団の形成

- Technology Development
- Globalization
- Human Resources

## 国内事業所
- 本社（大阪府枚方市）
- 東京事業所（千葉県柏市）
- 名古屋営業所（愛知県名古屋市）
- 下関営業所（山口県下関市）
- つくば技術開発センター（茨城県つくば市）
- 北山分室（大阪府枚方市）
- 奈良工場（奈良県五條市）

## 歴代社長
| 代数     | 氏名      | 在任期間                    | 出身校                                  |
| -------- | --------- | --------------------------- | --------------------------------------- |
| 初代     | 細川 永一 | 1916年-1961年               | 名古屋高等工業高校（現:名古屋工業大学） |
| 第2・4代 | 細川 益男 | 1961年-1995年 2003年-2008年 | 京都帝国大学（現:京都大学）             |
| 第3・6代 | 細川 悦男 | 1995年-2003年 2014年-2021年 | 甲南大学                                |
| 第5代    | 宮田 清巳 | 2008年-2014年               | 信州大学                                |
| 第7代    | 細川 晃平 | 2021年-現職                 | 京都大学大学院                          |

## 役員一覧
- 細川悦男（取締役会長）
- 細川晃平（代表取締役社長、社長執行役員）
- 井上鉄也（取締役副社長、副社長執行役員、管理部門・サステナビリティ推進担当）
- 猪ノ木雅裕（取締役常務執行役員　国内粉体事業担当兼粉体工学研究所長）
- 辻本広行（取締役執行役員兼マテリアル事業本部長）
- 髙木克彦（社外取締役。ダイキン工業株式会社アプライド・ソリューション事業本部　エグゼクティブアドバイザー）
- 藤岡龍生（社外取締役）
- 佐藤ゆかり（社外取締役。株式会社フューチャーアナリティクス代表取締役）
- 下坂厚子（社外取締役。博士(工学) ）
- 星谷哲男（社外取締役。日本冶金工業株式会社社外監査役、株式会社焼肉坂井ホールディングス社外取締役）
- 平井道子（監査役）
- 國分博史（社外監査役。公益財団法人ホソカワ粉体工学振興財団監事、上本町監査法人代表社員）
- 勝井良光（社外監査役。中之島中央法律事務所　パートナー弁護士）
- 日野厚利（執行役員。メンテナンスサービス事業本部長）
- 吉村透（執行役員。メンテナンスサービス事業本部 副本部長 兼 東京支店長）
- 豊田一仁（執行役員。経営管理本部長）
- 坂部千恵子（執行役員。総務本部長）
- 渡邊晃（執行役員。粉体システム事業本部長）
- 野原伸介（執行役員。サステナビリティ推進室長）
- 矢野浩（執行役員。経営管理本部　副本部長）
- 立山栄一（執行役員。粉体システム事業本部副本部長 兼 生産統括部長）
- 笹邊修司（執行役員。粉体工学研究所 副所長）
- 出雲俊彦（執行役員。粉体システム事業本部 副本部長 兼 営業統括部長）

## 競馬
会長歴任者の細川益男は、中央競馬において「マチカネ」の冠名がついた馬を所有する馬主としても有名であった。ただし一部の競走馬に「ミクロン」と付けていた時期もあった。その息子で現在の会長である細川悦男も馬主資格を取得しており、マチカネフクキタルやマチカネタンホイザなど数頭を所有していた。

## 国内・海外関連会社
- ホソカワミクロン化粧品
- ホソカワ受託加工株式会社
- ホソカワミクロンワグナー株式会社
- ホソカワミクロン韓国（韓国）
- ホソカワミクロン上海（中国）
- ホソカワミクロンマレーシア（マレーシア）
- ホソカワミクロンインド（インド）
- ホソカワアルピネAG（ドイツ）
- ホソカワアルピネコンパクション（ドイツ）
- ホソカワミクロンパウダーズGmbH（ドイツ）
- ホソカワコルブGmbH（ドイツ）
- ホソカワソリッドソリューションズGmbH（ドイツ）
- ホソカワアルピネポーランド（ポーランド）
- ソリッドシステム-テクニックS.L.（スペイン）
- ソリッドコンポーネントMIGSA S.L.（スペイン）
- ホソカワミクロンサンクトペテルブルク（ロシア）
- ホソカワミクロンB.V.（オランダ）
- ホソカワミクロンフランス（フランス）
- ホソカワミクロンLtd.（イギリス）
- ホソカワミクロンインターナショナルInc. 粉体プロセス機器部門（アメリカ）
- ホソカワミクロンインターナショナルInc. プラスチックリサイクル部門（アメリカ）
- ホソカワアルピネアメリカInc.（アメリカ）
- ホソカワミクロンメキシコS.A.（メキシコ）
- SAPS Ltda.（ブラジル）